# Prostějovi járás

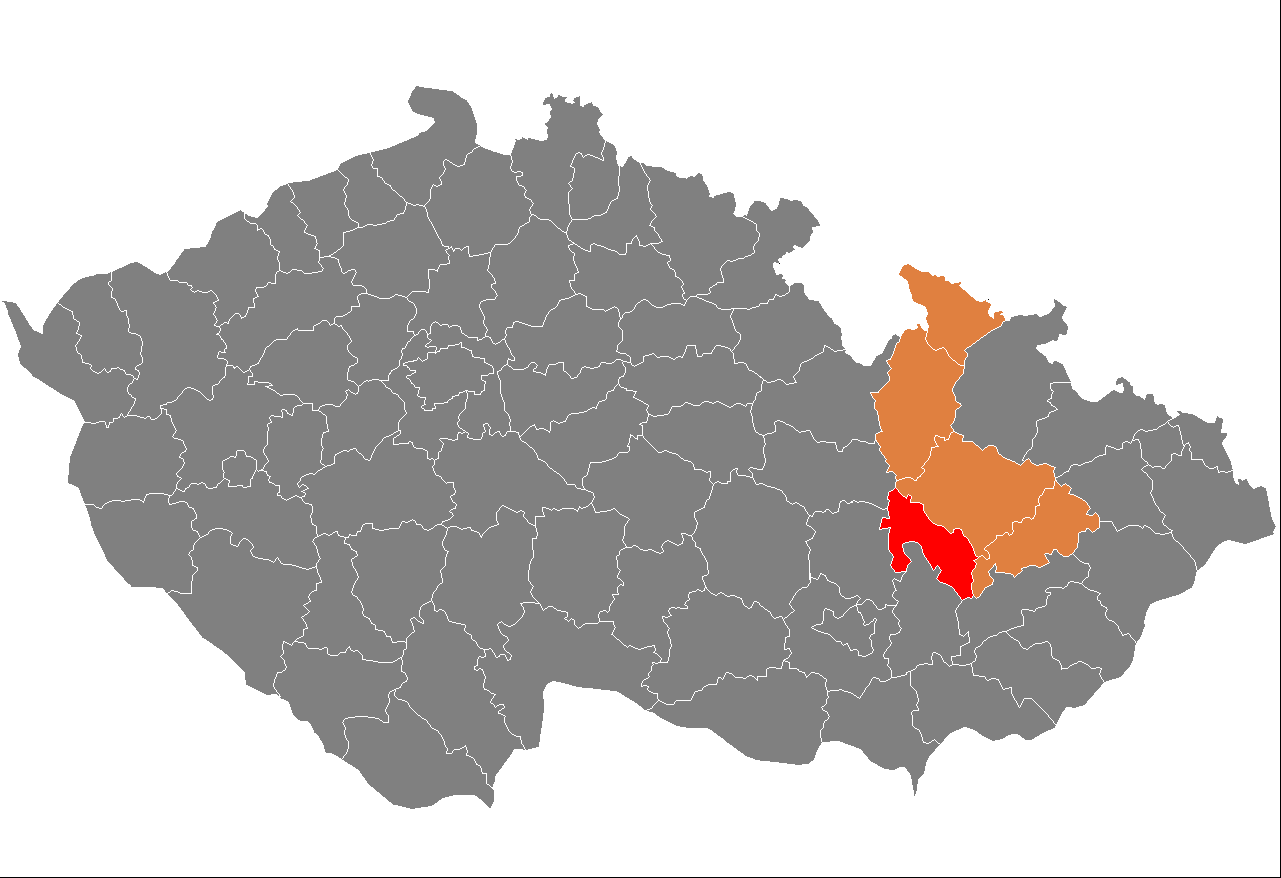
A Prostějovi járás

A Prostějovi járás (csehül: Okres Prostějov) közigazgatási egység Csehország Olomouci kerületében. Székhelye Prostějov. Lakosainak száma 111 197 fő (2009). Területe 777,32 km².

## Városai, mezővárosai és községei
A városok félkövér, a mezővárosok dőlt, a községek álló betűkkel szerepelnek a felsorolásban.
Alojzov •
Bedihošť •
Bílovice-Lutotín •
Biskupice •
Bohuslavice •
Bousín •
Březsko •
Brodek u Konice •
Brodek u Prostějova •
Budětsko •
Buková •
Čechy pod Kosířem •
Čehovice •
Čelčice •
Čelechovice na Hané •
Dětkovice •
Dobrochov •
Dobromilice •
Doloplazy •
Drahany •
Dřevnovice •
Držovice •
Dzbel •
Hačky •
Hluchov •
Horní Štěpánov •
Hradčany-Kobeřice •
Hrdibořice •
Hrubčice •
Hruška •
Hvozd •
Ivaň •
Jesenec •
Kladky •
Klenovice na Hané •
Klopotovice •
Konice •
Kostelec na Hané •
Koválovice-Osíčany •
Kralice na Hané •
Krumsín •
Laškov •
Lešany •
Lipová •
Ludmírov •
Malé Hradisko •
Mořice •
Mostkovice •
Myslejovice •
Němčice nad Hanou •
Nezamyslice •
Niva •
Obědkovice •
Ochoz •
Ohrozim •
Olšany u Prostějova •
Ondratice •
Otaslavice •
Otinoves •
Pavlovice u Kojetína •
Pěnčín •
Pivín •
Plumlov •
Polomí •
Přemyslovice •
Prostějov •
Prostějovičky •
Protivanov •
Ptení •
Raková u Konice •
Rakůvka •
Rozstání •
Seloutky •
Skalka •
Skřípov •
Slatinky •
Smržice •
Srbce •
Stařechovice •
Stínava •
Stražisko •
Šubířov •
Suchdol •
Tištín •
Tvorovice •
Určice •
Víceměřice •
Vícov •
Vincencov •
Vitčice •
Vranovice-Kelčice •
Vrbátky •
Vrchoslavice •
Vřesovice •
Výšovice •
Zdětín •
Želeč

## Fordítás
- Ez a szócikk részben vagy egészben  a   Prostějov District című angol Wikipédia-szócikk ezen változatának fordításán alapul.  Az eredeti cikk szerkesztőit annak laptörténete sorolja fel. Ez a jelzés csupán a megfogalmazás eredetét és a szerzői jogokat jelzi, nem szolgál a cikkben szereplő információk forrásmegjelöléseként.
- Ez a szócikk részben vagy egészben  az   Okres Prostějov című cseh Wikipédia-szócikk ezen változatának fordításán alapul.  Az eredeti cikk szerkesztőit annak laptörténete sorolja fel. Ez a jelzés csupán a megfogalmazás eredetét és a szerzői jogokat jelzi, nem szolgál a cikkben szereplő információk forrásmegjelöléseként.